# Casual Sex in the Cineplex
Casual Sex in the Cineplex is een album van de Ierse indieformatie The Sultans of Ping FC, dat in 1993 op het Londense label Rhythm King werd uitgebracht, en was het debuutalbum van de groep. Vier van de nummers, ‘Stupid kid’, ‘You talk too much’, ‘Veronica’ en ‘Where's me jumper?’, waren in de loop van 1992 en begin 1993 als singles verschenen. Alle songs op de plaat zijn geschreven door zanger Niall O'Flaherty en gitarist Pat O'Connell.
De plaat bereikte in februari 1993 de zesentwintigste positie in de UK Albums Chart. Het laatste nummer op het album is het absurde ‘Where's me jumper?’, waarmee The Sultans of Ping FC in 1992 voor het eerst de aandacht van de muziekpers hadden getrokken.
In 2018 bracht Cherry Red het album opnieuw uit, met een bonus-cd waarop B-kantjes en liveopnamen staan, ter gelegenheid van het 25-jarige jubileum van de release van het album bij het inmiddels ter ziele gegane Rhythm King.

## Nummers
1. Back in a tracksuit
2. Indeed you are
3. Veronica
4. 2 pints of rasa
5. Stupid kid
6. You talk too much
7. Give him a ball (and a yard of grass)
8. Karaoke queen
9. Let's go shopping
10. Kick me with your leather boots
11. Clitus Clarke
12. Where's me jumper?

Bonustracks op heruitgave 2018
1. What about those sultans! Intro
2. Stupid kid (EP-versie)
3. Riot at the sheepdog trials (EP-versie)
4. Eamonn Andrews (this is your life)
5. Miracles
6. Crash pad chick
7. I said I am I said
8. Turnip fish
9. Japanese girls (for Shonen Knife)
10. Armitage Shanks
11. Teenage vampire
12. Riot at the sheepdog trials
13. Robo cop
14. He thought I was your best friend
15. Football hooligan (live)
16. No more nonsense (live)
17. Indeed you are (live)